# Jenišovice (kraj pardubicki)
Jenišovice – gmina w Czechach, w powiecie Chrudim, w kraju pardubickim. Według danych z dnia 1 stycznia 2013 liczyła 426 mieszkańców.